# Катовишка архиепархия
Катовишката архиепархия (на полски: Archidiecezja Katowicka; на латински: Archidioecesis Katovicensis) е една от 14-те архиепархии на католическата църква в Полша, западен обред. Част е от Катовишката митрополия.
Катовишката епархия е установена на 28 октомври 1925 година от папа Пий XI. Издигната е в ранг на архиепископия и център на новосъздадената Катовишка митрополия на 25 март 1992 година с булата „Totus Tuus Poloniae Populus“ на папа Йоан-Павел II. Заема площ от 2 400 км2 и има 1 453 000 верни. Седалище на архиепископа е град Катовице. 

## Деканати
В състава на архиепархията влизат тридесет и седем деканата.
| - Деканат „Берун“ - Деканат „Богошовице“ - Деканат „Воджислав Шльонски“ - Деканат „Гожице“ - Деканат „Голейов“ - Деканат „Дембенско“ - Деканат „Жори“ - Деканат „Катовице-Богучице“ - Деканат „Катовице-Заленже“ - Деканат „Катовице-Паневники“ - Деканат „Катовице-Пьотровице“ - Деканат „Катовице-Шрудмешче“ - Деканат „Кнуров“ | - Деканат „Кохловице“ - Деканат „Лажиска“ - Деканат „Ленджини“ - Деканат „Меджна“ - Деканат „Миколов“ - Деканат „Мисловице“ - Деканат „Недобчице“ - Деканат „Ожеше“ - Деканат „Павловице Шльонске“ - Деканат „Погжебен“ - Деканат „Пекари Шльонске“ - Деканат „Пшув“ - Деканат „Пшчина“ | - Деканат „Рибник“ - Деканат „Руда Шльонска“ - Деканат „Сушец“ - Деканат „Тихи Нове“ - Деканат „Тихи Старе“ - Деканат „Хожов“ - Деканат „Хожов-Батори“ - Деканат „Швентохловице“ - Деканат „Шемяновице Шльонске“ - Деканат „Ястшембе Гурне“ - Деканат „Ястшембе Здруй“ |